# 쿠아하다
쿠아하다(스페인어: Cuajada)는 치즈 제품의 종류 중 하나이다. 쿠아하다는 전통적으로 양젖으로 만들어진다. 하지만 오늘날에는 더 값싸게 구입할 수 있는 우유로 만들어지며 공장에서 만들어지는 것이 대부분이다. 바스크 지방이나 나바라 지방, 카스티야이레온 지방, 라리오하 지방과 같이 쿠아하다는 스페인 북부나 동북부 지방에서 주로 생산된다. 대항해시대에 스페인의 식민지였던 라틴 아메리카 지방에도 쿠아하다가 보급되었으며 그 중에서도 엘살바도르, 온두라스, 니카라과에서 특히 유명하다.
쿠아하다는 보통 꿀이나 호두와 함께 후식으로 제공되며 때때로 설탕이 함께 나오기도 한다. 그리고 덜 흔하게 과일이나 벌꿀과 함께 아침 식사로 제공되는 일도 있다. 따뜻한 우유 역시 첨가되는 일이 많다. 단어 "쿠아하다"는 스페인어로 "분리된"이라는 뜻을 가지고 있는데 쿠아하다를 만드는 과정 중 액체와 고체가 분리되는 과정이 있어 이런 이름이 붙여졌다.
비슷한 제품인 "코알랴다"(포르투갈어: coalhada)도 존재하는데 단어 "코알랴다" 역시 포르투갈어로 "분리된"이라는 뜻을 가지고 있다. "코알랴다"는 브라질에서 주로 찾아볼 수 있으며 흔히 "응유" 또는 "커드"라고도 불리는 "분리된" 우유와 요구르트로 만들어진다.

## 같이 보기
- 응유
- 스페인 요리
- 크림 치즈